# Henry Booth (1er comte de Warrington)
Henry Booth, 1er comte de Warrington (13 janvier 1652 - 2 janvier 1694) est député, conseiller privé, protagoniste protestant de la révolution de 1688, maire de Chester et auteur.

## Biographie
Il est un fils de George Booth et de Lady Elizabeth Grey . Ses grands-parents maternels sont Henry Grey et Anne Cecil, fille de William Cecil.
Booth est député pour le Cheshire en 1678, 1679 et 1679-1681  et se distingue par son opposition aux catholiques. Il épouse Mary Langham, fille de Sir James Langham, le 7 juillet 1670, et ils ont trois enfants qui passent l'enfance : George, Elizabeth et Mary. En 1684, il succède à son père en tant que 2e baron Delamer.
Lors d'un procès pour trahison à la Chambre des lords en janvier 1685/6, Delamer est accusé de participer à la rébellion de Monmouth. Le juge qui préside l'affaire est George Jeffreys, en sa qualité de Lord grand intendant, siégeant avec trente pairs. La défense obtient un acquittement .
Pendant la révolution de 1688, Booth se déclare en faveur de Guillaume III d'Orange-Nassau et lève une armée dans le Cheshire pour le soutenir. Après l'installation de Guillaume III, il est nommé chancelier de l'Échiquier en 1689. Il écrit un certain nombre de traités politiques qui sont publiés après sa mort sous le titre Les œuvres du très honorable Henry, de feu L. Delamer et du comte de Warrington.  Il a également écrit un tract en défense de son ami, Edward Russell. Il fut créé comte de Warrington le 17 avril 1690 . Il devint maire de Chester en octobre 1691 et mourut le 2 janvier 1694 .